# Membri de onoare din țară ai Academiei Române
Aceasta este o listă a membrilor de onoare din țară ai Academiei Române.
- Bartolomeu Anania (1921 - 2011), mitropolitul Clujului, Maramureșului și Sălajului (din 2010)
- Cabiria Andreian Cazacu (1928 - 2018), matematician (din 2006)
- Constantin Bălăceanu-Stolnici (1923 - 2023), medic (din 1992)
- Radu Beligan (1918 - 2016), actor (din 2004)
- Paul Cernovodeanu (1927 - 2006), istoric (din 1999)
- Daniel Ciobotea (născut în 1951), patriarhul Bisericii Ortodoxe Române (din 2007)
- Constantin Ciopraga (1916 - 2009), critic, istoric literar (din 1993)
- Alexandru-Vladimir Ciurea, medic neurolog, (n. 1940) (din 2021)
- Sorin Comoroșan (născut în 1927), biochimist, fizician (din 1992)
- Nicolae Corneanu (1923 - 2014), mitropolitul Banatului, (din 1992)
- George Crețianu (1829 – 1887), poet și publicist (din 1882)
- Tudor Drăganu (1912 - 2010), jurist (din 2003)
- Ștefan Drăgulescu (născut în 1943), medic (din 2019)
- Nicolae Florea (născut în 1921), inginer chimist (din 2015)
- Leonida Gherasim (născut în 1929), medic (din 2001)
- Răzvan Givulescu (1920 - 2007), geolog, paleobotanist (din 1993)
- Marius Guran (1936 - 2019), inginer (din 2011)
- Valeria Guțu Romalo (născut în 1928), lingvist (din 2006)
- Ion Ianoși (1928 - 2016), filosof (din 2001)
- Constantin Ionete (1922 - 2011), economist (din 1993)
- Ion Irimescu (1903 2005), sculptor (din 1992)
- Zsigmond (Sigismund) Jakó Pal (1916 - 2008), istoric (din 1996)
- Panaite C. Mazilu (1915 - 2015), inginer (din 1993)
- Viorel Mărginean (născut în 1933), pictor (din 2006)
- Mihai I de România (1921 - 2017), ultimul rege al României (din 2007)
- Ioan Munteanu (1938 - 2018), medic, obstetrician (din 2004)
- Ana, contesă de Noailles (1876 - 1933) scriitoare și poetă franceză de origine română
- Mircea Olteanu (1926 - 2011), medic (din 1992)
- Mircea Petrescu (născut în 1933), inginer (din 2006)
- Dumitru Popescu (1929 - 2010), preot, profesor (din 2001)
- Emilian Popescu (născut în 1929), teolog, istoric (din 2006)
- Dumitru Protase (născut în 1926), istoric (din 2003)
- Gheorghe Aurelian Rădulescu (1907 - 2002), inginer chimist (din 1992)
- Ioan Robu (născut în 1944), arhiepiscop (din 2001)
- Carol Stanciu (născut în 1938), medic, gastroenterolog (din 2004)
- Dimitrie D. Stancu (1927 - 2014), matematician (din 1999)
- Vasile Stănescu (1925 - 2019), economist, jurist (din 1999)
- Laurențiu Streza (născut în 1947), mitropolitul Ardealului (din 2015)
- Mihai Șora (născut în 1916), filosof, eseist (din 2012)
- Gavril Ștrempel (născut în 1926), istoric al culturii (din 1993)
- Victor Toma (1922 - 2008), inginer (din 1993)
- Nicolae Țăpuș (născut în 1949), inginer (din 2019)
- Gabriel Țepelea (1916 - 2012), istoric literar, scriitor, om politic (din 1993)
- Gheorghe Udriski (1867 - 1958), medic chirurg de medicină veterinară (din 1946)
- Dumitru Vatamaniuc (1920 - 2018), critic, istoric literar (din 2001)
- Elena Văcărescu (1864 - 1947), poetă, memorialistă, prozatoare (din 1925)